# Paulo Costa (football)
Pour l'arbitre, voir Paulo Costa (arbitre).
Paulo Costa de son nom complet Paulo Sérgio Cardoso da Costa est un footballeur portugais né le 5 décembre 1979 à Alhos Vedros (Portugal). Il évolue au poste de milieu de terrain.